# Universitatea din Pretoria
Universitatea din Pretoria (în afrikaans Universiteit van Pretoria, în sotho de nord: Yunibesithi ya Pretoria) este o universitate publică de cercetare, cu mai multe campusuri, situată în Pretoria, capitala administrativă și de facto a Africii de Sud. Pretoria este un important centru guvernamental și educațional, subliniind importanța strategică a acestei universități în regiune. Fondată în 1908 ca extensie a Colegiului Universitar din Transvaal din Johannesburg, Universitatea din Pretoria este a patra instituție de învățământ superior din Africa de Sud în funcțiune continuă care a obținut statutul de universitate. Pornind cu doar 32 de studenți într-o casă victoriană, universitatea a ajuns la aproximativ 53.000 de studenți în 2019. Cele șapte campusuri suburbane ale sale acoperă o suprafață impresionantă de 1.190 hectare.
Universitatea este structurată în nouă facultăți și o școală de afaceri. Fondată în 1920, Facultatea de Științe Veterinare a Universității din Pretoria este a doua cea mai veche școală veterinară din Africa și singura de acest tip din Africa de Sud. Aceasta joacă un rol crucial în formarea specialiștilor în sănătatea animalelor și agricultură, două domenii vitale pentru economia sud-africană.În 1949, universitatea a lansat primul program MBA din afara Americii de Nord, un pas inovator în educația globală. Institutul Gordon de Științe ale Afacerilor (în engleză Gordon Institute of Business Science – GIBS), parte a universității, este constant clasat drept cea mai bună școală de afaceri din Africa pentru educația executivă. Datorită calității programelor sale și colaborărilor internaționale, GIBS este adesea inclus în top 50 al școlilor de afaceri la nivel global. În 2012, cotidianul financiar Financial Times a plasat MBA-ul executiv al GIBS pe locul 1 în Africa și pe locul 60 la nivel mondial.
Universitatea din Pretoria este recunoscută pentru excelența sa în cercetare. Din 1997, produce anual mai multe lucrări științifice decât orice altă instituție de învățământ superior din Africa de Sud, conform standardelor de acreditare ale Departamentului Educației. Acest volum de cercetare reflectă contribuția semnificativă a universității la inovație și soluționarea provocărilor globale și regionale. În 2008, universitatea a acordat 15,8% din diplomele de masterat și doctorat din Africa de Sud, cel mai mare procentaj din țară. Raportul DHET din martie 2019 arată că universitatea a generat 10,93% din producția de cercetare științifică a tuturor universităților sud-africane pentru 2017. Mai mult, 53 dintre cercetătorii universității sunt clasificați în top 1% la nivel global, conform Indexului Web of Science din 2019.
Universitatea este cunoscută sub numele de UP, Tuks sau Tukkies. În abrevierile post-nominale, este menționată de obicei ca Pret sau UP, deși în publicațiile oficiale este utilizată și denumirea Pretoria.

## Istorie

### Anii de fundare: 1889–1929
| “                                                                                       | Ar putea veni ziua în care Colegiul Universitar din Transvaal ar putea deveni pentru Transvaal ceea ce reprezintă Universitatea Oxford pentru Anglia. Poate că va trece mult timp și vom privi iarba crescând pe peluzele noastre timp de o sută de ani până să ajungem acolo, dar un început nobil a fost făcut. | ” |
| — Jan Smuts, cu prilejul ceremoniei de așezare a pietrei de temelie a clădirii Old Arts | |   |

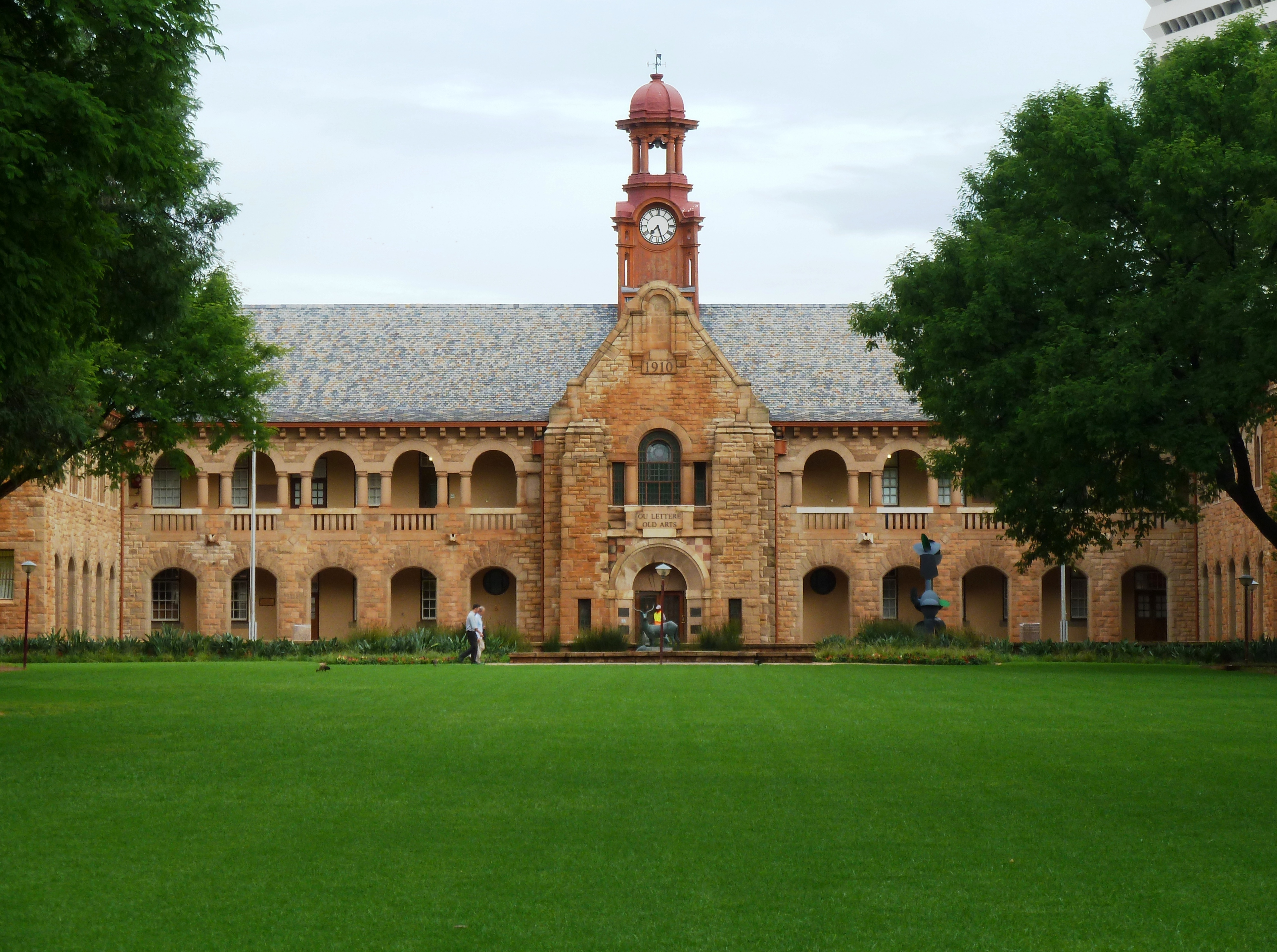
Clădirea Old Arts, construită în 1910, fiind acum un sit de patrimoniu provincial.

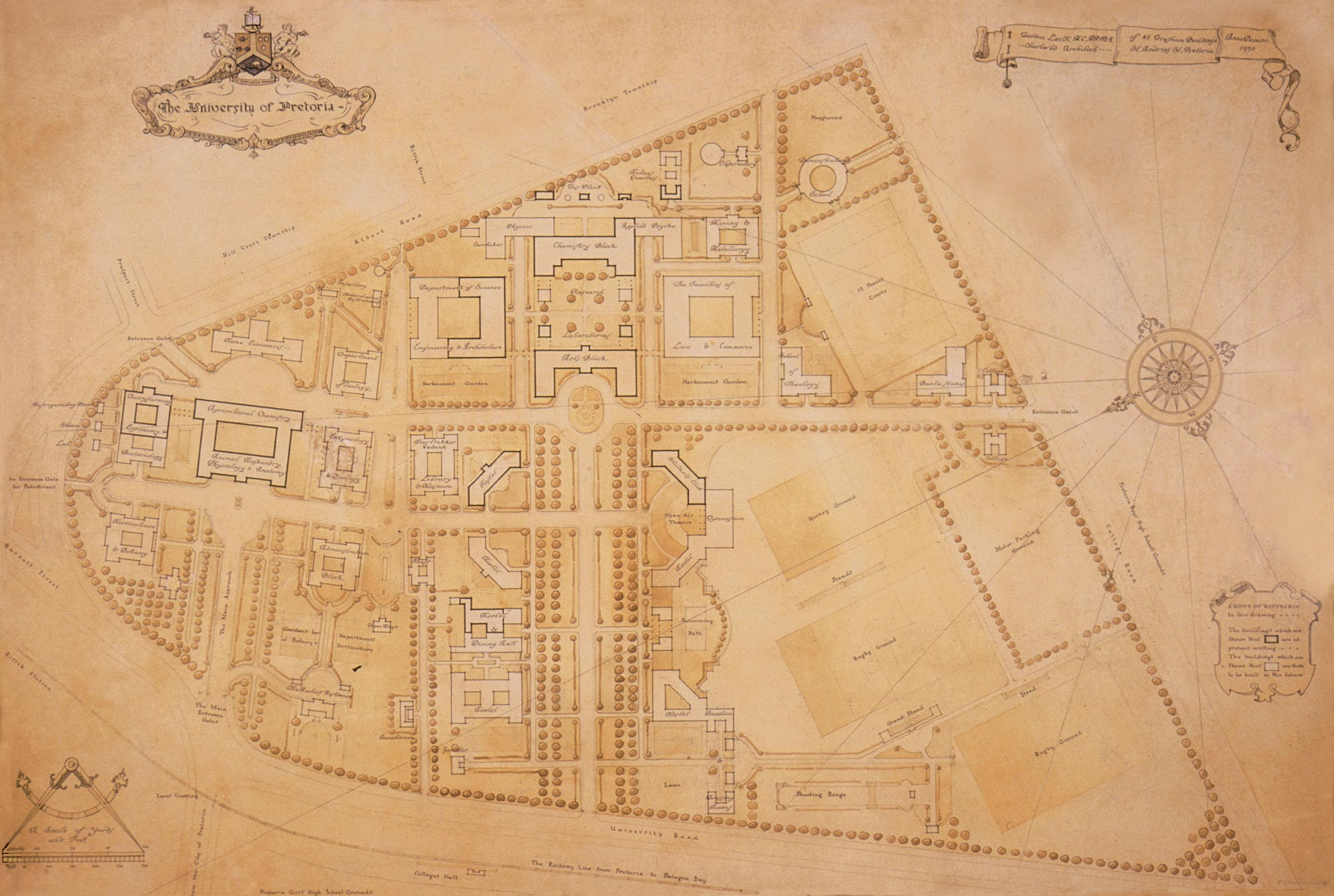
Planul general al campusului principal al Universității din Pretoria, realizat în 1930.

Propunerea pentru înființarea unei universități în capitala Republicii Sud-Africane, formulată inițial de către buri în legislativul Volksraad în 1889, a fost întreruptă de izbucnirea Războiului Anglo-Bur din 1899. În 1896, Școala Sud-Africană de Mine a fost fondată în Kimberley. Opt ani mai târziu, în 1904, după înființarea coloniei britanice Transvaal, școala a fost mutată la Johannesburg, fiind redenumită Institutul Tehnic din Transvaal (în engleză Transvaal Technical Institute). În 1906, instituția a primit un nou nume – Colegiul Universitar din Transvaal (în engleză Transvaal University College – TUC). După semnarea tratatului de la Vereeniging, în 1902, a fost înființat Colegiul Normal pentru formarea profesorilor, situat în Groenkloof, Pretoria. Pe 4 martie 1908, Colegiul Universitar din Transvaal și-a mutat cursurile de arte și științe la noul campus din Pretoria, marcând astfel începuturile universității. Inițial, aceasta oferea cursuri în limbaj, științe și drept.
Primele cursuri s-au desfășurat cu 32 de studenți, 4 profesori și 3 lectori, în clădirea Kya Rosa, situată pe strada Skinner nr. 270. Aceasta era o reședință victoriană târzie, achiziționată de la Leo Weinthal, pe atunci proprietarul publicației The Press (precursoarea ziarului Pretoria News). Primii patru profesori au fost H. Th. Reinink (neerlandez), J. Purves (scoțian), D.F. du Toit Malherbe (sud-african) și A. C. Paterson (scoțian), acesta din urmă devenind și primul rector al instituției.
În 1910, secretarul colonial, generalul Jan Smuts, a propus Parlamentului Transvaal Legea „Transvaalse and Universiteits-Inlijvingswet” nr. 1 din 1910, care stabilea universitatea ca entitate separată. La 17 mai 1910, campusurile din Johannesburg și Pretoria au devenit instituții independente. Campusul din Johannesburg a fost reorganizat ca Școala Sud-Africană de Mine și Tehnologie (South African School of Mines and Technology), în timp ce campusul din Pretoria a păstrat denumirea de Colegiul Universitar din Transvaal până în 1930. Școala din Johannesburg avea să devină mai târziu Universitatea din Witwatersrand, în 1922. Tot în 1910, TUC a achiziționat un campus propriu în partea de est a Pretoriei, care astăzi reprezintă partea vestică a campusului principal din Hatfield. Pe 3 august 1910, guvernatorul-general Herbert John Gladstone, primul viconte Gladstone, a pus piatra de temelie a clădirii Old Arts, prima clădire construită pe noul campus din Hatfield. Stilul arhitectural al clădirii, o combinație de influențe Cape Dutch și neo-romane, a fost recunoscut oficial în 1968, când aceasta a fost declarată sit de patrimoniu provincial. În această perioadă, numele colocvial al universității, Tukkies sau Tuks, a fost derivat din acronimul afrikaans al colegiului – Transvaalse Universiteitskollege (TUK).
În anii 1910 și 1920, instituția a continuat să se dezvolte, înființând mai multe facultăți. Printre acestea se numără: Facultatea de Agricultură (1917), Teologie (1918), Economie și Științe Politice (1919), Științe Veterinare (1920) și Muzică (1923), ceea ce reflectă extinderea și diversificarea activităților academice ale universității.

### Perioada de înființare și expansiune: 1929–1982

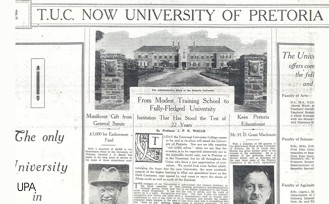
Un articol din ziar care celebrează schimbarea denumirii universității.

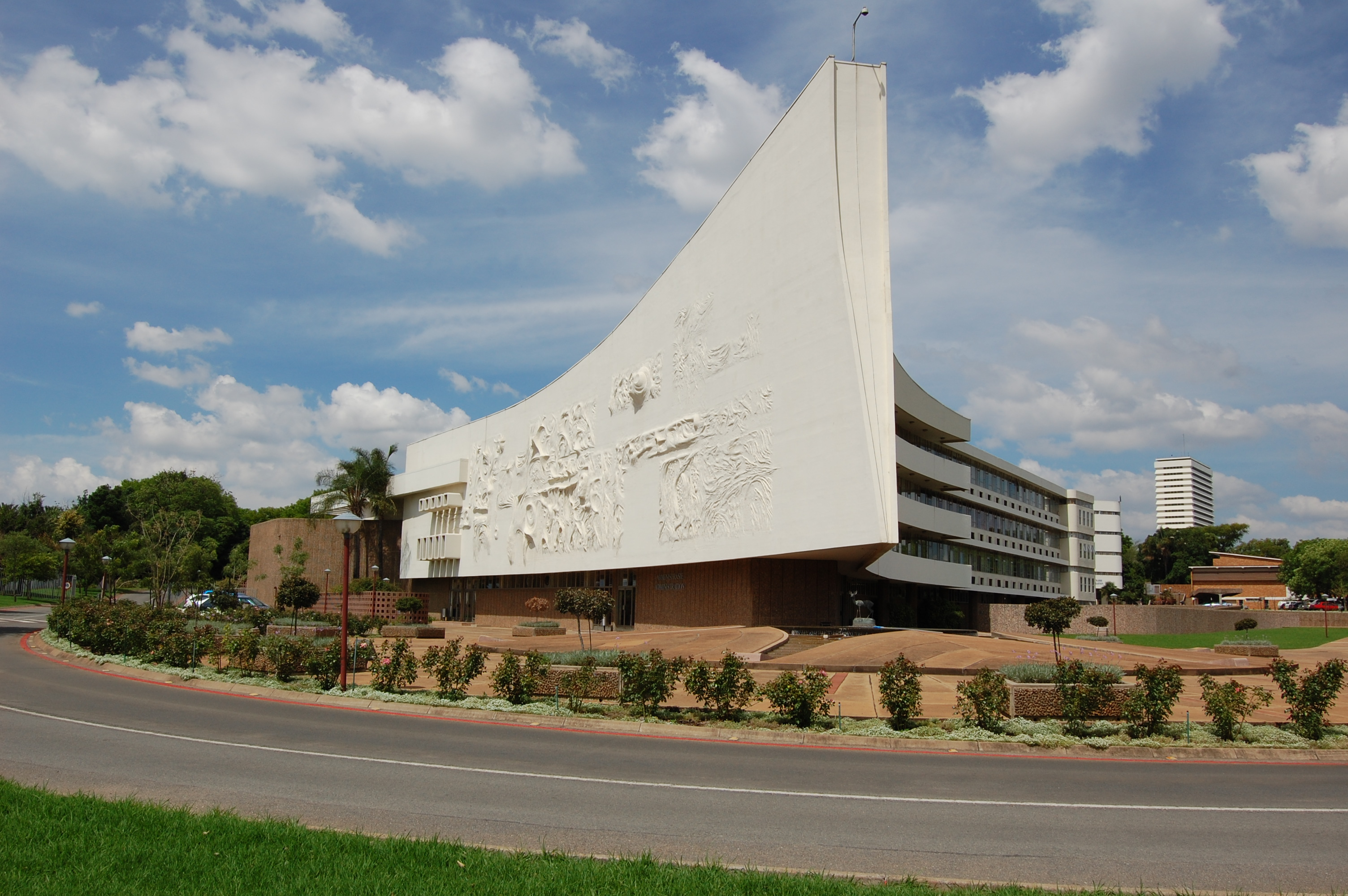
Clădirea Administrativă (denumită colocvial „Vaporul”), situată la colțul străzilor Lynnwood și University, în Hatfield, Pretoria.

La 10 octombrie 1930, Legea Privată privind Universitatea din Pretoria, nr. 13 din 1930, a schimbat denumirea TUC în Universitatea din Pretoria. Inițial înființată ca o instituție de limba engleză, TUC a evoluat în singura universitate complet bilingvă din Africa de Sud și a păstrat acest statut până la începutul anilor 1930. Creșterea rapidă a numărului de studenți vorbitori de afrikaans a dus la un dezechilibru între demografia studenților și limbile de predare. Până în 1931, deși 65% dintre studenți vorbeau afrikaans, 68% dintre cursuri erau susținute în limba engleză. În 1932, Consiliul Universității a abordat acest dezechilibru, hotărând ca afrikaans să devină singura limbă de predare.
Creșterea numărului de studenți a impus construirea de noi facilități, precum Sala Clubului și Clădirea Administrativă (cunoscută colocvial sub numele de „Vaporul”), odată cu înființarea, în 1943, a celei de-a șaptea facultăți, Facultatea de Medicină. În această perioadă, au fost înființate numeroase activități studențești, precum evenimentul anual de Ziua Primăverii și intervarsity. Printre publicațiile studențești înființate se numără Trek în 1931, primul Rag Mag în 1936 și ziarul săptămânal studențesc Die Perdeby în 1939.
Perioada 1948–1982 se remarcă prin creșterea semnificativă a numărului de studenți, aproape exclusiv albi, și prin extinderea fizică a infrastructurii universitare. Aproape dublarea numărului de studenți a impus extinderea campusului Hatfield, iar noile clădiri au fost construite într-o succesiune rapidă pe măsură ce campusul se extindea spre est.
În mijlocul anilor 1960, universitatea a solicitat urgent teren suplimentar și a achiziționat proprietatea adiacentă Colegiului Fraților Creștini, Saint Gabriel's. Această proprietate formează acum secțiunea estică a campusului Hatfield.
În 1949, universitatea a înființat Scoala de Management: Graduate School of Management (GSM).

### Anii de transformare: din 1982 încoace

Clădirea Facultății de Drept a Universității din Pretoria.

În perioada 1982–2008, universitatea s-a transformat într-o instituție bilingvă, multirasială și incluzivă. Introducerea relativ lină a studenților din toate rasele a constituit impulsul inițial pentru transformare, iar în 1989 universitatea a fost declarată oficial desegregată și deschisă pentru toate rasele. În 1993, a fost introdus un document de politică, având ca scop poziționarea universității într-o Africă de Sud democratică. În 1994, universitatea și-a recăpătat statutul de universitate bilingvă prin adoptarea unei noi politici lingvistice. Totuși, în 2019 a fost adoptată o nouă politică lingvistică care a eliminat afrikaans ca limbă de predare în favoarea exclusivă a limbii engleze.
În 1999, cele două facultăți de științe veterinare din țară, cele ale Universității din Pretoria și ale Universității de Științe ale Sănătății Sefako Makgatho, fostă Medunsa, au fost comasate. Campusul Onderstepoort al universității găzduiește din nou singura facultate de veterinară din Africa de Sud. În 2000, Colegiul de Formare a Cadrelor Didactice din Pretoria, fostul Colegiu Normal din Pretoria înființat în 1902, a fost integrat în Facultatea de Educație a universității, iar facultatea s-a mutat pe campusul Groenkloof, devenit autonom.
Institutul Gordon de Științe ale Afacerilor (în engleză Gordon Institute of Business Science), școala de afaceri a Universității din Pretoria, situată în Illovo, Johannesburg, a fost înființată în ianuarie 2000, datorită unei contribuții substanțiale din partea lui Sir Donald Gordon, fondatorul Liberty Life și Liberty International, și unui important aport financiar al Universității din Pretoria, în urma discuțiilor începute în 1998. Campusul Mamelodi al fostei Vista University a fost integrat la 2 ianuarie 2004, ca parte a restructurării instituțiilor de învățământ superior din Africa de Sud. În 2011, GIBS a deschis un campus satelit pe Strada Pritchard, în centrul orașului Johannesburg. Școala de Afaceri continuă tradiția de lungă durată a fostei Școli de Management a Universității în ceea ce privește cursurile de MBA, fiind prima școală de afaceri din afacerea de afaceri în afacerea de afaceri.

## Administrație și organizare

### Guvernanță
Conform Legii Educației Superioare nr. 101 din 1997, universitatea este guvernată de un consiliu, iar vice-cancelarul și rectorul, Francis Petersen, este responsabil cu conducerea executivă a instituției. Cancelarul, Judecătoarea Sisi Khampempe, deține funcția de șef titular non-rezident al universității. Secretarul universității se ocupă de administrarea academică, precum și de aspectele legale, având totodată rolul de secretar al Consiliului Universitar și al Senatului.
Activitățile academice sunt organizate în nouă facultăți și o școală de afaceri, cuprinzând 140 de departamente și 85 de institute, birouri și centre.

### Campusul principal (Campusul Hatfield)

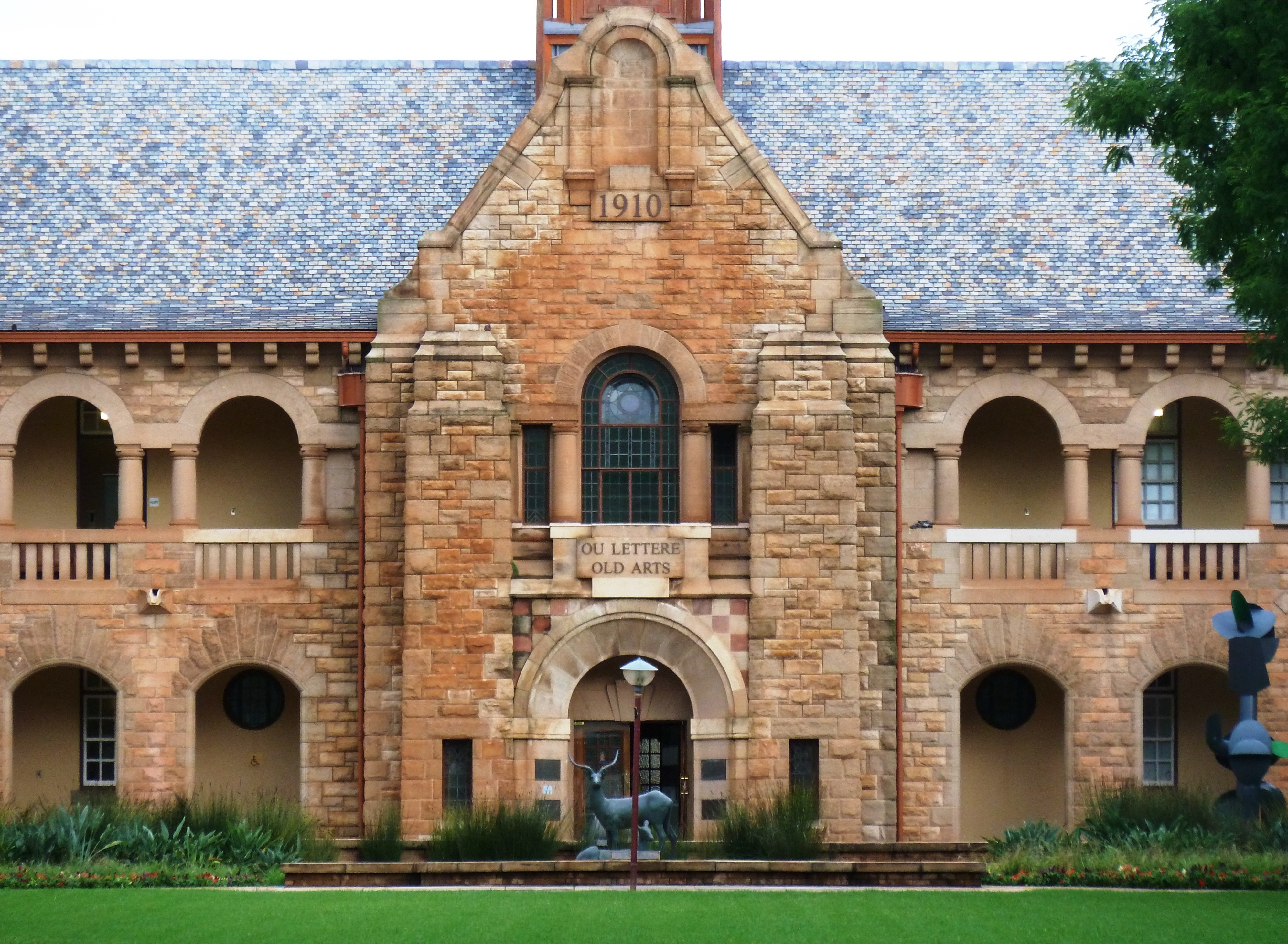
Clădirea Old Arts găzduiește acum mai multe muzee.

Campusul principal al universității și birourile centrale de administrare sunt situate în suburbia Hatfield⁠(d), Pretoria, și adăpostesc șase dintre cele nouă facultăți. Campusul, mărginit la sud de suburbia Brooklyn și la nord de Hatfield, se întinde pe o suprafață de 24 de hectare și include peste 60 de clădiri de valoare istorică.
Lângă campusul Hatfield se află campusul Hillcrest, care include Centrul de Performanță Ridicată și terenurile de sport LC de Villiers, dezvoltate pe 76 de hectare. Lângă terenurile de sport se află ferma experimentală a universității, utilizată pentru experimentele de câmp ale Facultății de Științe Naturale și Agricole. Campusul este deservit de stația Gautrain Hatfield, care leagă Pretoria de Johannesburg. Un serviciu de autobuz universitar circulă între campusul Hatfield și campusurile Groenkloof și Prinshof, în timp ce un serviciu park-and-ride leagă campusurile Hatfield și Hillcrest.

#### Muzee
Colecția de artă a universității constă în principal din picturi, sculpturi și lucrări grafice ale artiștilor sud-africani, printre care Jacobus Hendrik Pierneef, Gregoire Boonzaier, William Kentridge și Sam Nhlengethwa. De asemenea, colecția include lucrări ale unor artiști internaționali renumiți, precum Max Pechstein, Käthe Kollwitz, Max Liebermann, George Grosz⁠(d), Otto Mueller⁠(d), Rembrandt van Rijn, Thomas Benton și Marc Chagall. Colecția de sculpturi a universității, cea mai mare de acest tip din Africa de Sud, include lucrări ale lui Sidney Kumalo, Maureen Quinn, Michael Teffo, Anton Smit și alții.
Clădirea Old Arts a fost declarată sit de patrimoniu provincial în 1968 și găzduiește Colecția Van Tilburg, Colecția Van Gybland-Oosterhoff și Colecția Mapungubwe. Colecția Van Tilburg este un muzeu permanent care expune mobilier din secolele XVII și XVIII, picturi, ceramică Delft și alte lucrări de artă, inclusiv cea mai mare colecție sud-africană de obiecte ceramice chinezești, din dinastiile Qin (221–206 î.Hr.), Han (202 î.Hr. – 220 d.Hr.), Tang (618–906 d.Hr.), Song (960–1279 d.Hr.), Ming (1368–1644 d.Hr.) și Qing (1644–1912 d.Hr.).
Universitatea este custodele colecției de artefacte descoperite în Parcul Național Mapungubwe și din Situl Patrimoniului Mondial și expune aceste artefacte în Javett Art Centre. Bijuteriile din aur, obiectele din fildeș, os, ceramică, figurine din lut, mărgele de comerț, artefactele din fier și cupru sunt expuse permanent publicului. Colecția Van Gybland-Oosterhoff este o colecție de ceramică, donată de Dr. Horace Hugo Alexander van Gybland Oosterhoff și acceptată de universitate pe 14 martie 1939. Este cea mai mare colecție de obiecte, publicații, memorabilia și fotografii de interes istoric legate de cultura neerlandeză din Țările de Jos.
Clădirea Old Merensky găzduiește Muzeul Edoardo Villa, care adăpostește cea mai mare colecție de sculpturi ale artistului italian Edoardo Villa, unul dintre cei mai renumiți sculptori din Africa de Sud, care a fost mentorat de Minotti la Scuola D'Arte Andrea Fontoniby.
Muzeul Van Wouw este cea mai mare colecție de sculpturi în bronz, marmură și ipsos ale faimosului sculptor sud-african Anton van Wouw (1862–1945). Van Wouw, considerat un pilon al sculpturii sud-africane, a creat lucrări remarcabile ce înfățișează figuri boere și popoarele indigene din Africa de Sud. Pe lângă documente, fotografii, picturi și unelte, exponatele sunt în principal machete din bronz și mulaje ale lucrărilor sale de sculptură, care reprezintă prototipuri ale operelor finale. Muzeul Van Wouw este găzduit în ultima reședință a lui Anton Van Wouw, un monument național neerlandez.
Alte colecții de artă mai mici includ colecția Christo Coetzee, lăsată universității de artist în 2001, care cuprinde mai mult de 3000 de obiecte, Colecția NPK Ceramics, Colecția Hilgard Muller, Colecția Mike Edwards, Colecția Kruger, Colecția de desene Fran Esterhuizen, Colecția de marionete Hansie Visagie, Colecția de Artă a Prietenilor Asociației de Artă Pretoria, Colecția Baldinelli Trust și Colecția Mimi Coertse.

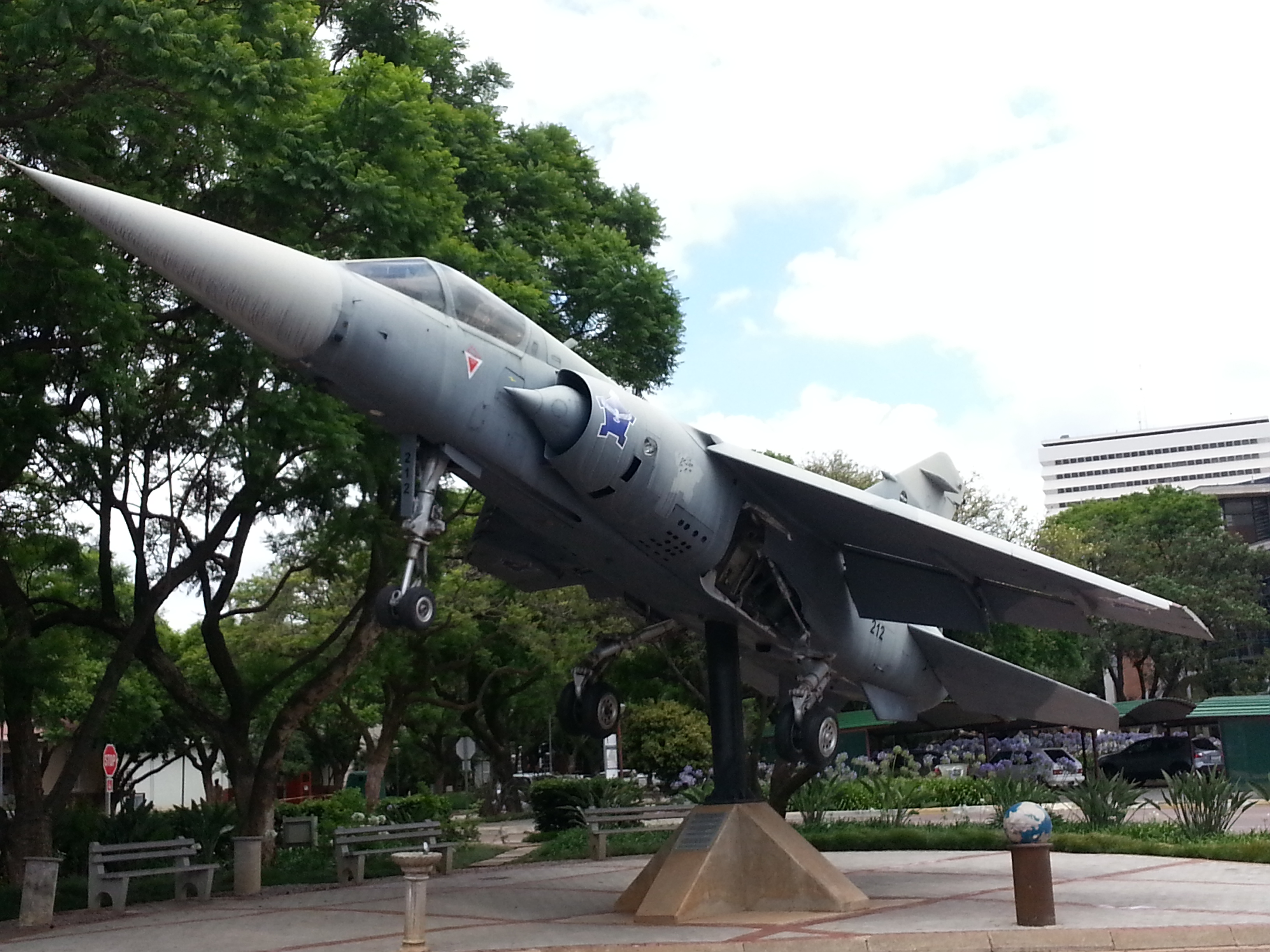
Un Mirage F1CZ, un avion de vânătoare supersonic retras din serviciu de la Forțele Aeriene Sud-Africane (SAAF), donat universității și asamblat cu ajutorul Muzeului Forțelor Aeriene Sud-Africane de la AFB Swartkop, Unității de Servicii a Forțelor Aeriene de la Baza Aeriană Waterkloof, specialiștilor în Mirage de la Aerosud, Lona Construction și Intermine Agencies. Asamblarea Mirage-ului F1 a fost realizată pentru a sprijini promovarea științei și tehnologiei la Universitatea din Pretoria.

Centrul de Descoperire Științifică, Inginerie și Tehnologie al universității, Sci-Enza, a fost lansat oficial în 1977. Centrul de Descoperire este un complex umbrelă unde copiii, studenții și adulții pot explora lumea științei, ingineriei și tehnologiei printr-o abordare „de învățat prin joacă”. Activitățile din cadrul muzeului includ: un planetariu digital, un exploratorium, o cameră obscura, expoziții de științe biologice, o grădină botanică și o expoziție de tehnologie autohtonă.

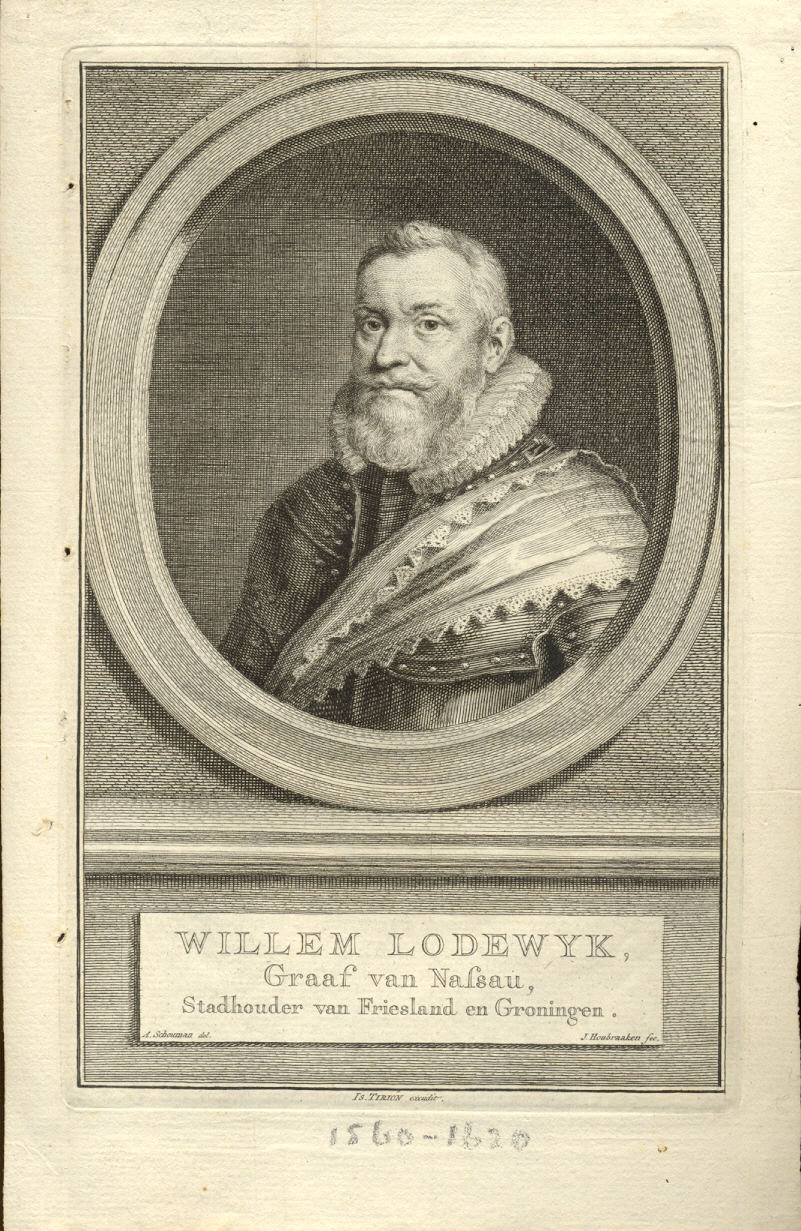
Personajul istoric Willem Lodewijk, gravură realizată de Jacobus Houbraken, publicată de Isaac Tirion, 1752. Face parte din Colecția van Gybland-Oosterhoff.
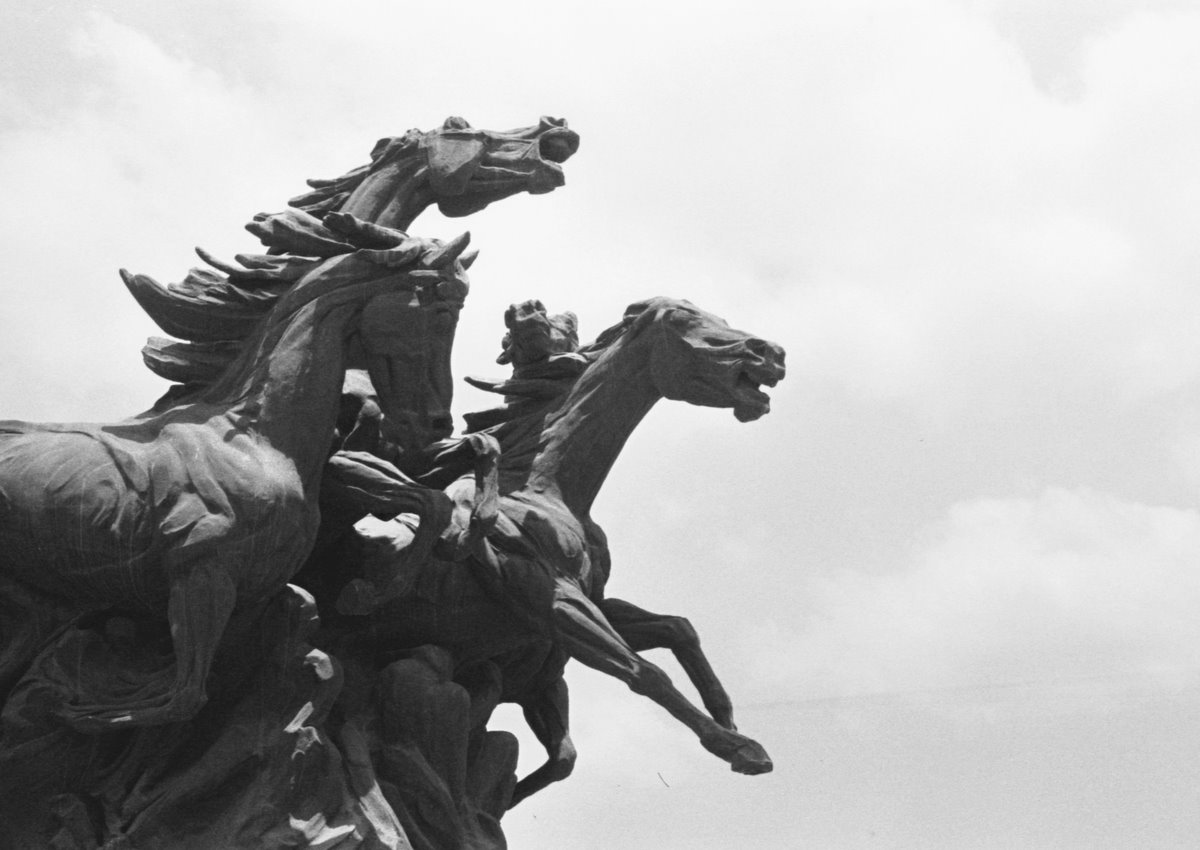
Sculptură ecvestră de artistul sud-african Danie de Jager, expusă pe terenurile sportive Lc de Villiers.
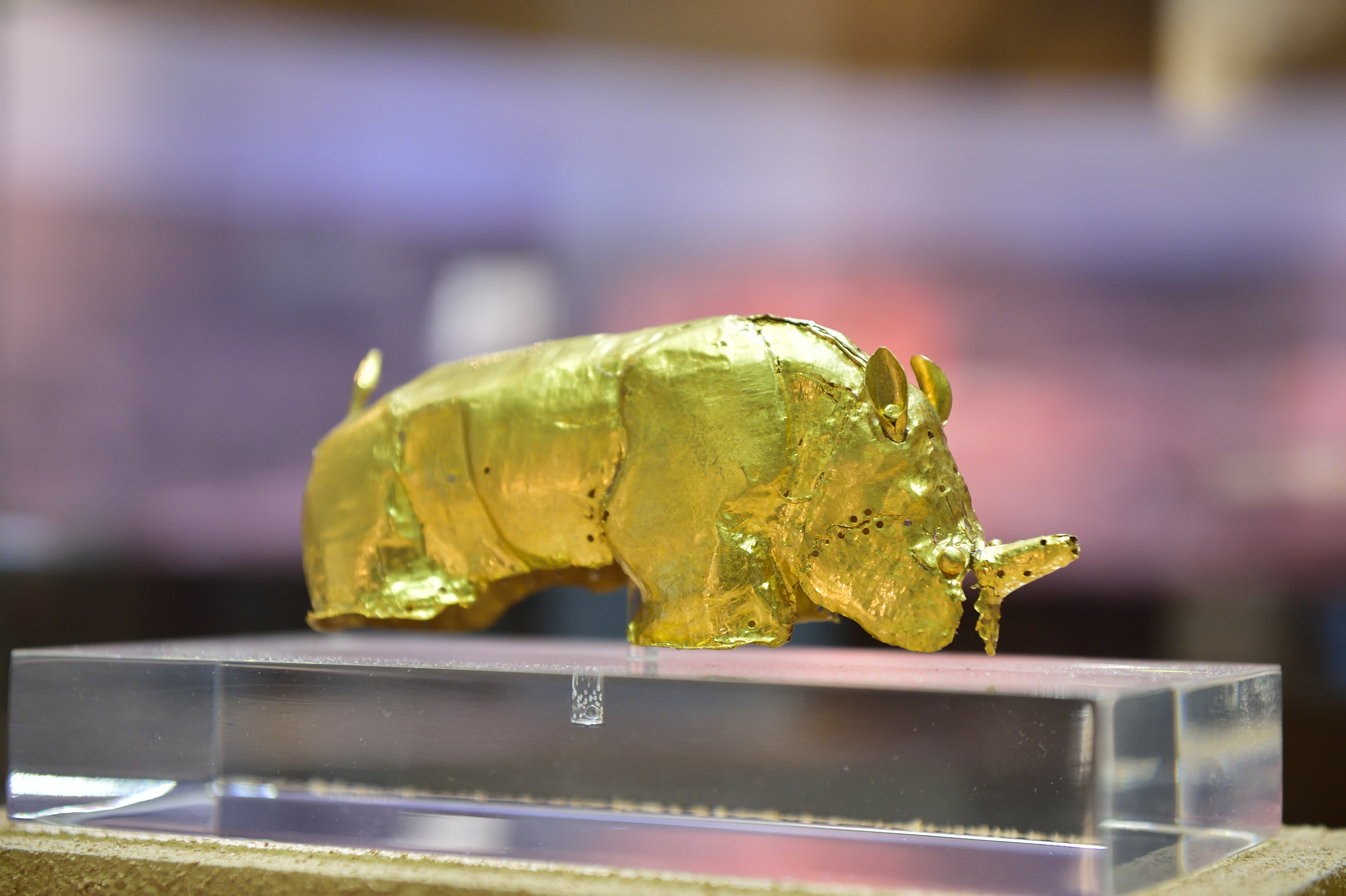
Statueta de rinocer din aur, un obiect emblematic al Muzeului Mapungubwe, care reflectă patrimoniul cultural al regiunii.

#### Locuri importante

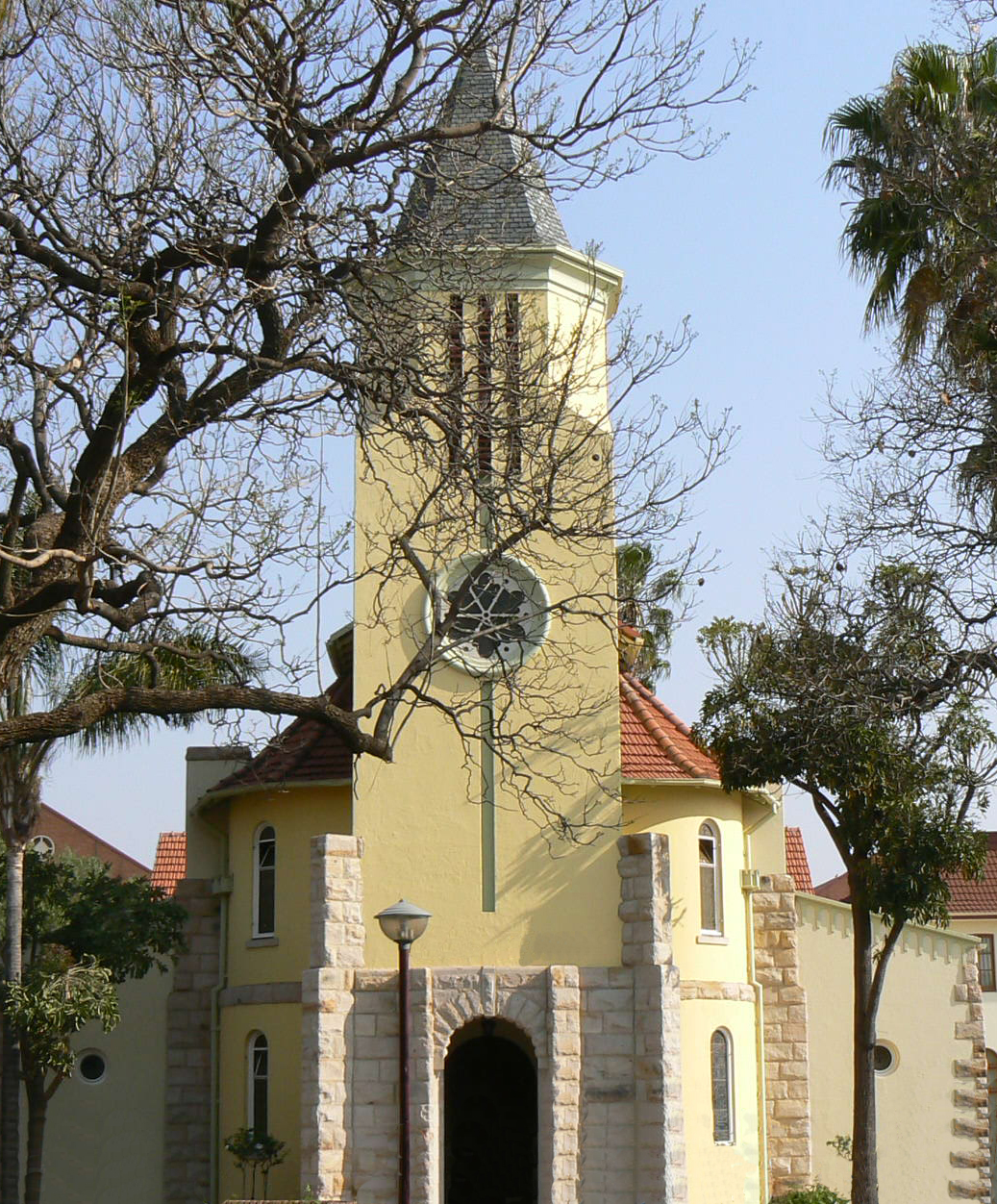
Capela Universității

Aula, sala principală unde au loc ceremonii, a fost proiectată de Karel Jooste și finalizată în 1958. Aceasta a fost primul teatru de operă construit în capitală și a rămas principalul loc de evenimente până la finalizarea Teatrului de Stat, la începutul anilor 1980. Auditoriul cu 1.012 locuri a găzduit demnitari străini, președinți, dar și artiști locali și internaționali. Complexul principal de muzică, care include Musaionul cu 500 de locuri și Amfiteatrul cu 3.000 de locuri, a fost construit între 1960 și 1964. Capela Universității, cunoscută oficial sub denumirea de Biserica Sfântul Alfons Maria de Liguori, și mănăstirea aferentă, au fost construite în 1925 și cumpărate de la Biserica Catolică în 1980. Sfântul Alfons, canonizat în 1839, a fost fondatorul ordinului Ligurnian (sau Redemptoriștilor), un ordin înființat în 1732 în Napoli, Italia, dedicat ajutorării comunităților defavorizate.

## Activități academice

### Sistemul de biblioteci

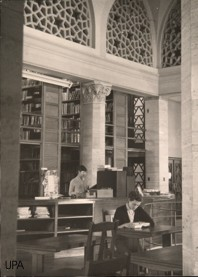
Vechia Bibliotecă Merensky

În 1933, universitatea a decis că era necesară construirea unui nou sediu pentru bibliotecă, întrucât colecția, pe atunci, era păstrată în clădirea Vechii Arte. Biblioteca a fost proiectată de arhitectul sud-african Gerard Moerdijk, în urma unei donații de 10.000 de lire sterline (echivalentul a 896.733 de lire sterline în 2023) din partea geologului minier Hans Merensky, iar lucrările de construcție au început în 1937. Designul clădirii, inspirat de tradițiile arhitecturale din Persia și Africa, îmbină mai multe stiluri, inclusiv Art Deco, Neoclasicism, Arts and Crafts, Cape Dutch și Regency. Vechia Bibliotecă Merensky a fost declarată un site de patrimoniu provincial în 1991.
În ciuda extinderii din 1957 a Vechii Biblioteci Merensky, aceasta a devenit insuficientă pentru a răspunde cerințelor tot mai mari ale instituției. Prin urmare, în 1975, a fost finalizată Biblioteca Merensky II, care găzduiește acum 7 din cele 9 biblioteci ale facultăților. Pe lângă complexul principal al Bibliotecii Merensky, sistemul de biblioteci al universității include și Biblioteca Jotello F Soga (Științele Veterinare), Biblioteca de Drept Oliver R Tambo, Biblioteca de Educație, Biblioteca Mamelodi, Biblioteca de Stomatologie și Biblioteca de Științe ale Sănătății.
Biblioteca de Drept Oliver R Tambo adăpostește colecția de materiale legale ale Facultății de Drept, iar colecția „Dreptul Africii” este cea mai cuprinzătoare și actualizată colecție de materiale legale primare referitoare la țările africane.
În 1974, a fost înființată Biblioteca Jotello F Soga a Facultății de Științe Veterinare de la campusul Onderstepoort, denumită în onoarea primului sud-african negru calificat ca medic veterinar, Dr. Jotello Festiri Soga.
În 2006, universitatea a creat UPSpace, propriul depozit digital de cercetare cu acces deschis, iar biblioteca universității a devenit unul dintre cele 27 de parteneri în proiectul World Digital Library.

### Arhive
În 1978, primul grup de lucru responsabil cu analiza creării unui sistem arhivistic pentru Universitatea din Pretoria a fost condus de Prof. A.N. Pelzer (Prorector). Din cauza decesului acestuia în 1981, proiectul a fost întrerupt, dar în 1994 necesitatea unui sistem centralizat de arhivă a fost din nou recunoscută de către Registratorul interimar, Prof. C.R. de Beer. Arhivele au fost înființate la 13 septembrie 1994, iar această dată este considerată ca fiind data oficială a fondării arhivelor Universității din Pretoria.

### Cercetare

The Faculty of Humanities building, designed by alumnus Brian Sandrock, was constructed over Roper Street in 1977

Performanțele universității în domeniul cercetării, atât la nivel local, cât și internațional, incluzând colaborările cu sectorul privat, industrie, consilii științifice, fundații și ONG-uri, numărul semnificativ de absolvenți (în special doctoranzi și alți studenți postuniversitari), dar și cercetătorii și inginerii și accentul pus pe inovație, contribuie direct la îmbunătățirea competitivității Africii de Sud. Un raport din 2010 al Centrului pentru Transformarea Învățământului Superior a identificat universitatea ca fiind o universitate de top în domeniul cercetării din Africa de Sud. Universitatea este membră a Inițiativei CDIO, o colaborare internațională în educația inginerilor.
Cercetările notabile includ:
- Centrul pentru Drepturile Omului
- Institutul de Biotehnologie Forestieră și Agricolă (FABI)
- Centrul African pentru Tehnologii Genomice
- Departamentul de Zoologie și Entomologie[92]

### Depozite instituționale digitale

#### UPeTD
UPeTD (Teze și Disertații electronice ale Universității din Pretoria) a fost lansat în iulie 2000 și face parte din programul de burse deschise al universității. În august 2021, conform Clasamentului Mondial Webometrics al Depozitelor Instituționale, UPSpace ocupa locul 130 la nivel internațional, locul 2 în Africa și locul 1 în Africa de Sud. Înregistrările din UPeTD au fost migrate în depozitul instituțional UPSpace în august 2014, iar UPeTD a fost ulterior închis.

#### UPSpace
UPSpace (Depozitul instituțional de cercetare al Universității din Pretoria) reprezintă depozitul digital instituțional cu acces deschis al Universității din Pretoria, înființat pentru gestionarea și diseminarea materialelor digitale produse de instituție și de membrii comunității sale. UPSpace adăpostește o colecție de lucrări intelectuale și de cercetare realizate de cercetători trecuți și actuali ai Universității din Pretoria. Materialele incluse acoperă următoarele categorii: materiale istorice sau arhivistice, articole de cercetare, materiale populare de cercetare, cercetări nepublicate, discursuri inaugurale, lucrări de conferință, rapoarte tehnice și prelegeri deschise.

### Recunoaștere academică
| Clasamentul Times Higher Education 2016–2024                                                                 | Clasamentul Times Higher Education 2016–2024 |
| An | Clasament mondial                            |
| --- | -------------------------------------------- |
| 2024 | 501–600                                      |
| 2023 | 801–1000                                     |
| 2022 | 601–800                                      |
| 2021 | 601–800                                      |
| 2020 | 601–800                                      |
| 2019 | 601–800                                      |
| 2018 | 601–800                                      |
| 2017 | 601-800                                      |
| 2016 | 501-600                                      |
| [ 97 ] [ 98 ] [ 99 ] [ 100 ] [ 101 ] [ 102 ] [ 103 ] [ 104 ] [ 105 ] [ 106 ] [ 107 ] [ 108 ] [ 109 ] [ 110 ] |                                              |

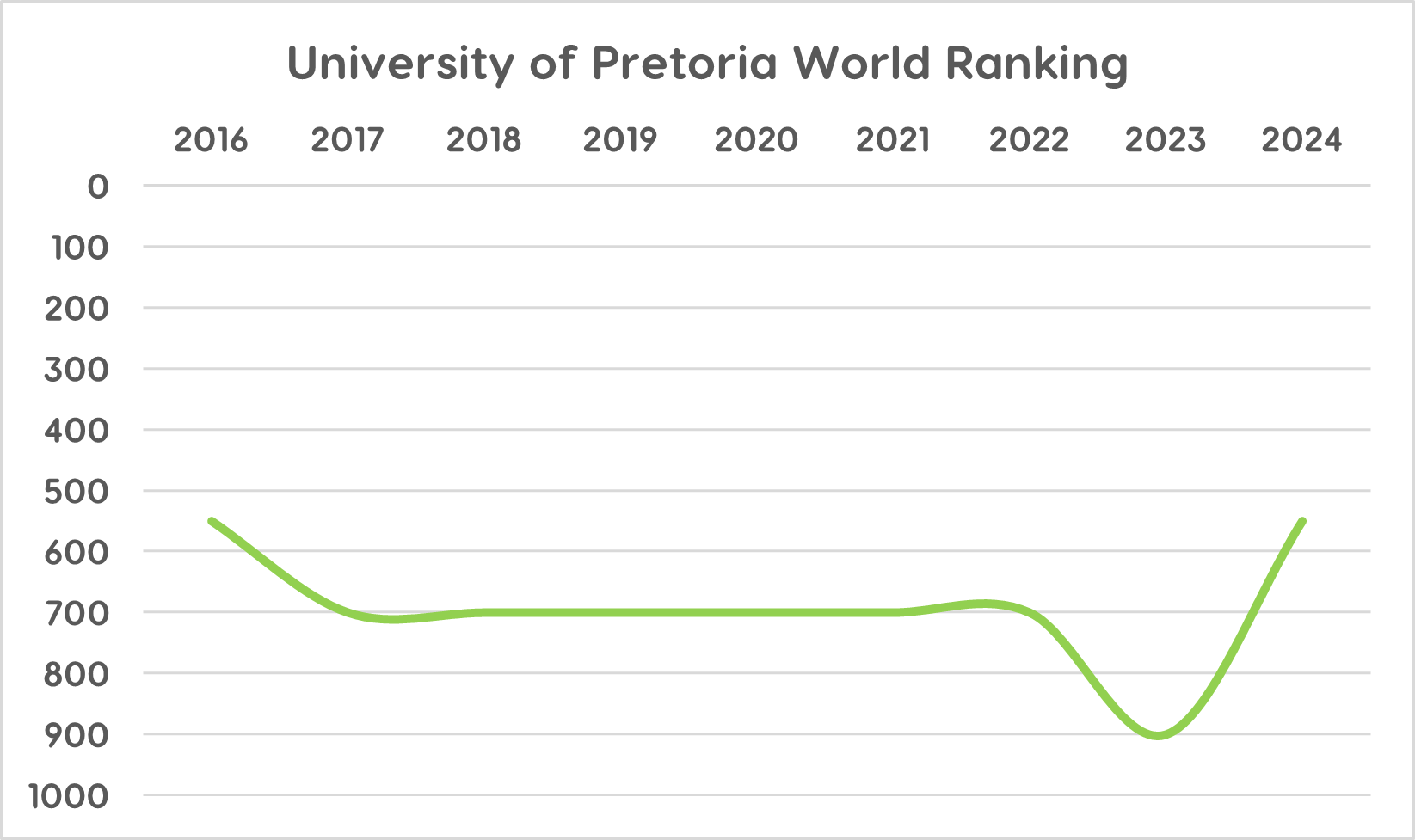
Clasamentul mondial al Universității din Pretoria

În clasamentele mondiale QS World University Rankings, universitatea ocupă următoarele poziții:
| An   | Clasament mondial | Arte și Științe umaniste | Arheologie | Științe biologice | Inginerie și IT | Științe ale vieții | Agricultură și Silvicultură | Teologie | Științe sociale |
| ---- | ----------------- | ------------------------ | ---------- | ----------------- | --------------- | ------------------ | --------------------------- | -------- | --------------- |
| 2020 | 551–570           | 383                      | 151–200    | 301–350           | 364             | 348                | 51–100                      | 51–100   | 320             |
| 2019 | 561–570           | 365                      | 151–200    | 301–350           | 401–450         | 360                | 101–150                     | 51–100   | 334             |
| 2018 | 501–550           | 345                      | 151–200    | 351–400           | —               | 391                | 101–150                     | 51–100   | 398             |
| 2017 | 451–500           | 351–400                  | 151–200    | 301–350           | 351–400         | —                  | 101–150                     | 51–100   | 351–400         |
| 2016 | 401–500           | —                        | —          | 301–400           | 291             | —                  | 101–150                     | —        | —               |
| 2015 | 501+              | —                        | —          | 301–400           | —               | —                  | 101–150                     | —        | —               |
| 2014 | 469               | 405                      | —          | —                 | 368             | 367                | 51–100                      | —        | 290             |

| Clasamentul Mondial Financial Times | 2007 | 2008 | 2009 | 2010 | 2011 | 2012 | 2013 | 2104 | 2015 | 2016 | 2017 | 2018 | 2019 | 2020 |
| ----------------------------------- | ---- | ---- | ---- | ---- | ---- | ---- | ---- | ---- | ---- | ---- | ---- | ---- | ---- | ---- |
| Executive MBA                       | -    | -    | -    | -    | 67   | 60   | 70   | 80   | 87   | 74   | 87   | 67   | 82   |      |
| Executive Education Customised      | 49   | 51   | 41   | 38   | -    | 42   | –    | 53   | 53   | 45   | 41   | 51   | 45   | 60   |
| Executive Education Open            | 39   | 38   | 49   | 50   | 49   | 47   | –    | 45   | 48   | 46   | 52   | 45   | 38   | 32   |